# Futboll Klub Shënkolli
El Futbol Klub Shënkolli es un club de fútbol con sede en Shënkoll, Albania. El club fue fundado el 5 de julio de 2011 y compite en la Kategoria e Dytë, tercer nivel del fútbol en Albania.